# Державний кордон Малі

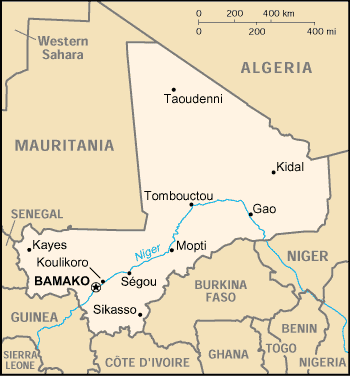
Карта Малі

Державний кордон Малі — державний кордон, лінія на поверхні Землі та вертикальна поверхня, що проходить по цій лінії, що визначають межі державного суверенітету Малі над власними територією, водами, природними ресурсами в них і повітряним простором над ними.

## Сухопутний кордон
Загальна довжина кордону — 7908 км. Малі межує з 7 державами. Уся територія країни суцільна, тобто анклавів чи ексклавів не існує.
Ділянки державного кордону
| Держава      | Ділянка         | Довжина (км) | Прикордонні регіони | Примітки |
| ------------ | --------------- | ------------ | ------------------- | -------- |
| Алжир        | північний схід  | 1359         |                     |          |
| Буркіна-Фасо | південь         | 1325         |                     |          |
| Кот-д'Івуар  | південь         | 599          |                     |          |
| Гвінея       | південний захід | 1062         |                     |          |
| Мавританія   | захід           | 2236         |                     |          |
| Нігер        | схід            | 838          |                     |          |
| Сенегал      | захід           | 489          |                     |          |

Країна не має виходу до вод Світового океану.